# نمة شير (مقاطعة بانة)
نمة شیر (بالفارسية: نمه شیر) هي قرية تقع في إيران في قسم نمة شیر الريفي. يقدر عدد سكانها بـ 185 نسمة بحسب إحصاء 2016.